# Kardinaal van Roey-instituut
Het Kardinaal van Roey-instituut is een katholieke secundaire school met hoofdvestiging in (andere vestigingen Deurne, Kampenhout, Kontich) Vorselaar.
Op 1 februari 2016 had de Vorselaarse locatie 1.496 leerlingen. Het was in 2011 een van de grootste scholen van de regio. Het deelt een internaat met een basisschool en een kleuterschool. Ook is het Thomas More er een deel van. In 2018 werd er in het VTM-programma 'De Ronde van Freek' gezegd dat het de school is waar 99 procent van de leerlingen tevreden zijn, waarmee het op nummer 1 in de lijst staat.

## Oprichting
De school werd in zijn eerste vorm opgericht in 1820 als 'werkschool'. Het initiatief tot oprichting van deze werkschool - en ook van de op te richten religieuze congregatie - kwam van gravin Van de Werve de Vorsselaer, weduwe van Karel Bernhard Johan van de Werve (1740-1813) en geboren Regine della Faille de Levergem (1762-1827), en van priester-jezuïet Lodewijk Donche (1769-1857).
De kinderloze gravin-weduwe leefde op het familiekasteel in Vorselaar. Ze was bekommerd om het gebrek aan scholen voor de jeugd in de Kempen en de hoge armoede door mislukte landbouwoogsten. De leerwerkschool mocht onder Hollands bewind niet opgericht worden door een religieuze congregatie. Onder Willem I was het grondwettelijk enkel de overheid die het recht had onderwijs te organiseren. Niettemin kocht de gravin in 1819 twee huizen met grond, evenals gereedschap voor spinnen en haspelen. Priester Lodewijk Vincent Donche vond in Tilburg vrouwelijke medestanders, juffrouwen bedreven in spinnen en weven. Op 28 juni 1820 kwamen Adriana Touwenberger, 32 jaar, en Petronella Backers, 25 jaar, te Vorselaar aan en een week later, op 6 juli, opende de school discreet. De gravin kocht wol en vlas, betaalde de lonen van de juffrouwen en een vergoeding voor de leermeisjes en verkocht de afgewerkte producten.
De orde, die zou uitgroeien tot de Zusters der Christelijke Scholen van Vorselaar was bij de aanvang enkel een vereniging van onderwijzeressen, loontrekkende leerkrachten zonder religieuze kleding en professie. De scholen werden georganiseerd in huizen, aangekocht door de gravin. Bijkomende vestigingen kwamen er in Lille in 1827 (deze vestiging bleef in werking tot en met het schooljaar 2017-2018), Kampenhout in 1829, Deurne in 1831 en Kontich in 1832. 
De gravin was tot haar overlijden in 1827 hoofd van de school. Donche bereidde de kerkwettelijke oprichting van de congregatie der Christelijke Scholen voor. De jonge Belgische staat kende wel vrijheid van onderwijs en vereniging. Donche publiceerde in 1831 de kloosterregel van de groeiende congregatie. Aartsbisschop Sterckx keurde op 4 april 1834 de kloosterregel goed en op 13 mei 1834 legden achttien leerkrachten de kloostergelofte af in Vorselaar, waarbij pater Donche algemeen overste van de congregatie werd.
Van 1902-1995 behoorde ook een normaalschool tot het instituut.

## Kardinaal Van Roey Instituut
De school werd in 1957 vernoemd naar de in Vorselaar geboren kardinaal Jozef Van Roey (1874-1961). 
Voor de kardinaal die samen met burgemeester Raymond de Borrekens aanwezig was bij de opening onder de nieuwe naam werd het zijn laatste officieel bezoek in functie aan Vorselaar.
Het bouwcomplex waar de school is ondergebracht bevat in het kloostergedeelte beschermd onroerend erfgoed. Sinds 2016 heeft de school een overdekte ontspanningsruimte van 840 m² opgebouwd met twee tentconstructies met zeildoek.

## Bekende leraar
- Karel Matheussen was hier in de jaren 1964-1966 werkzaam als godsdienstleraar.